# Cristaldifilm
La Cristaldifilm è stata una compagnia di produzione e distribuzione cinematografica italiana attiva dagli anni cinquanta, fondata nel 1946 da Franco Cristaldi. Fino al 1980 era chiamata Vides Cinematografica.
Nel 1996 gli eredi di Franco Cristaldi (deceduto nel 1992), Zeudi Araya e Massimo Cristaldi, hanno acquisito la Lux Film, creando così una delle più importanti library del cinema italiano, composta da più di 240 film.

## Filmografia
- La pattuglia sperduta, regia di Piero Nelli (1954)
- Il seduttore, regia di Franco Rossi (1954)
- Camilla, regia di Luciano Emmer (1954)
- Un eroe dei nostri tempi, regia di Mario Monicelli (1955)
- Kean - Genio e sregolatezza, regia di Francesco Rosi e Vittorio Gassman (1956)
- Rascel-Fifì, regia di Guido Leoni (1957)
- Le notti bianche, regia di Luchino Visconti (1957)
- L'uomo di paglia, regia di Pietro Germi (1958)
- Ho giurato di ucciderti (La venganza), regia di Juan Antonio Bardem (1958)
- I soliti ignoti, regia di Mario Monicelli (1958)
- La sfida, regia di Francesco Rosi (1958)
- Rascel Marine, regia di Guido Leoni (1958)
- La legge è legge, regia di Christian-Jaque (1958)
- Vento del Sud, regia di Enzo Provenzale (1959)
- Kapò, regia di Gillo Pontecorvo (1959)
- Un ettaro di cielo, regia di Aglauco Casadio (1959)
- I magliari, regia di Francesco Rosi (1959)
- Sexy girl (Voulez-vous danser avec moi?), regia di Michel Boisrond (1959)
- Il barone (Le baron de l'écluse), regia di Jean Delannoy (1960)
- Audace colpo dei soliti ignoti, regia di Nanni Loy (1960)
- I delfini, regia di Francesco Maselli (1960)
- Giorno per giorno disperatamente, regia di Alfredo Giannetti (1961)
- Fantasmi a Roma, regia di Antonio Pietrangeli (1961)
- L'assassino, regia di Elio Petri (1961)
- A briglia sciolta (La bride sur le cou), regia di Roger Vadim (1961)
- Un giorno da leoni, regia di Nanni Loy (1961)
- I leoni scatenati (Les lions sont lâchés), regia di Henri Verneuil (1961)
- Divorzio all'italiana, regia di Pietro Germi (1961)
- Salvatore Giuliano, regia di Francesco Rosi (1962)
- Letto, fortuna e femmine (Le bateau d'Émile), regia di Denys de La Patellière (1962)
- Cartouche, regia di Philippe de Broca (1962)
- Arrivano i titani, regia di Duccio Tessari (1962)
- La ragazza di Bube, regia di Luigi Comencini (1963)
- Omicron, regia di Ugo Gregoretti (1963)
- Mare matto, regia di Renato Castellani (1963)
- I compagni, regia di Mario Monicelli (1963)
- Gli indifferenti, regia di Francesco Maselli (1964)
- Sedotta e abbandonata, regia di Pietro Germi (1964)
- Le più belle truffe del mondo (Les plus belles escroqueries du monde), regia di Claude Chabrol, Jean-Luc Godard, Ugo Gregoretti, Hiromichi Horikawa, Roman Polański (1964)
- L'antimiracolo, regia di Elio Piccon (1965)
- Corpo a corpo (L'arme à gauche), regia di Claude Sautet (1965)
- Vaghe stelle dell'Orsa, regia di Luchino Visconti (1965)
- L'uomo di Hong Kong (Les tribulations d'un chinois en Chine), regia di Philippe de Broca (1965)
- Viva Maria! (Viva Maria!), regia di Louis Malle (1965)
- La Bourse et la Vie, regia di Jean-Pierre Mocky (1966)
- Per amore... per magia..., regia di Duccio Tessari (1967)
- Una rosa per tutti, regia di Franco Rossi (1967)
- Fai in fretta ad uccidermi... ho freddo!, regia di Francesco Maselli (1967)
- La Cina è vicina, regia di Marco Bellocchio (1967)
- Vivere per vivere (Vivre pour vivre), regia di Claude Lelouch (1967)
- L'alibi, regia di Adolfo Celi, Vittorio Gassman, Luciano Lucignani (1969)
- Colpo di stato, regia di Luciano Salce (1969)
- Ruba al prossimo tuo..., regia di Francesco Maselli (1969)
- Toh, è morta la nonna!, regia di Mario Monicelli (1969)
- Il giovane normale, regia di Dino Risi (1969)
- La tenda rossa (Krasnaya palatka), regia di Mikhail Kalatozov (1969)
- Lettera aperta a un giornale della sera, regia di Francesco Maselli (1970)
- L'udienza, regia di Marco Ferreri (1971)
- Forza "G", regia di Duccio Tessari (1971)
- Il soffio al cuore (Le souffle au coeur), regia di Louis Malle (1971)
- Darsela a gambe (La poudre d'escampette), regia di Philippe de Broca (1971)
- Gli scassinatori (Le casse), regia di Henri Verneuil (1971)
- Le pistolere (Les pétroleuses) di Christian-Jaque (1971)
- Pourquoi Israel, regia di Claude Lanzmann (1972)
- Peccato d'amore (Lady Caroline Lamb), regia di Robert Bolt (1972)
- Il caso Mattei, regia di Francesco Rosi (1972)
- Nel nome del padre, regia di Marco Bellocchio (1972)
- Lucky Luciano, regia di Francesco Rosi (1973)
- Cognome e nome: Lacombe Lucien (Lacombe Lucien), regia di Louis Malle (1974)
- Di che segno sei?, regia di Sergio Corbucci (1975)
- Qui comincia l'avventura, regia di Carlo Di Palma (1975)
- Movie Rush - La febbre del cinema, regia di Ottavio Fabbri (1976)
- Il signor Robinson, mostruosa storia d'amore e d'avventure, regia di Sergio Corbucci (1976)
- Mogliamante, regia di Marco Vicario (1977)
- Ratataplan, regia di Maurizio Nichetti (1979)
- Il cappotto di Astrakan, regia di Marco Vicario (1979)
- Cristo si è fermato a Eboli, regia di Francesco Rosi (1979)
- Ogro, regia di Gillo Pontecorvo (1979)
- Tesoromio, regia di Giulio Paradisi (1979)
- Café Express, regia di Nanni Loy (1980)
- Ho fatto splash, regia di Maurizio Nichetti (1980)
- Spaghetti House, regia di Giulio Paradisi (1982)
- Marco Polo, regia Giuliano Montaldo - miniserie TV (1982)
- Domani si balla!, regia di Maurizio Nichetti (1983)
- I paladini: storia d'armi e d'amori, regia di Giacomo Battiato (1983)
- E la nave va, regia di Federico Fellini (1983)
- L'ultimo sole d'estate (Misunderstood), regia di Jerry Schatzberg (1984)
- Ladies & Gentlemen, regia di Tonino Pulci (1984)
- Il nome della rosa (Der Name der Rose), regia di Jean-Jacques Annaud (1986)
- Il giorno prima, regia di Giuliano Montaldo (1987)
- Ultima estate a Tangeri (Dernier été à Tanger), regia di Alexandre Arcady (1987)
- Il generale, regia di Luigi Magni - miniserie TV (1987)
- Nuovo Cinema Paradiso, regia di Giuseppe Tornatore (1988)
- Vanille fraise, regia di Gérard Oury (1989)
- C'era un castello con 40 cani, regia di Duccio Tessari (1990)
- La corsa dell'innocente, regia di Carlo Carlei (1993)
- Arrivano gli italiani (Ha-Italkim Ba'im), regia di Eyal Halfon (1996)
- Passaggio per il paradiso, regia di Antonio Baiocco (1998)
- Mariti in affitto, regia di Ilaria Borrelli  (2004)
- L'amore nascosto (L'amour caché), regia di Alessandro Capone (2007)
- La pacificazione, regia di Tommaso Rossellini - cortometraggio (2009)
- Rita, regia di Fabio Grassadonia e Antonio Piazza - cortometraggio (2009)